# Tom McTigue
Tom McTigue (* 1959) ist ein US-amerikanischer Schauspieler und Komiker.

## Leben
Tom McTigue wurde 1959 im Bundesstaat Washington geboren. Er studierte Theaterwissenschaften an der Washington State University. Nach seiner Schauspielausbildung in New York City zog er nach Seattle, wo er in verschiedenen Theaterstücken auftrat. Später wandte er sich der Stand-up-Comedy zu.
Als Komiker tritt er live und bei Fernsehsendern wie HBO, Showtime und Comedy Central auf. Seit Ende der 1980er Jahre tritt er auch als Schauspieler in Erscheinung. Von 1991 bis 1992 hatte er eine wiederkehrende Rolle als Harvey Miller in der Fernsehserie Baywatch – Die Rettungsschwimmer von Malibu. Später folgten zahlreiche Gastrollen in Fernsehserien wie Beverly Hills, 90210, Roseanne und Hardball. 2011 übernahm er eine Rolle in The Descendants – Familie und andere Angelegenheiten. 2014 war er in Richard Linklaters mehrfach preisgekröntem Film Boyhood als Lehrer Mr. Turlington zu sehen. Als Sprecher und Schauspieler trat McTigue außerdem in mehr als 350 Werbespots auf.
Er lebt als alleinerziehender Vater mit seiner Tochter in Austin, Texas.

## Filmografie (Auswahl)
- 1989: Jake und McCabe – Durch dick und dünn (Jake and the Fatman, Fernsehserie, eine Episode)
- 1990: Zurück in die Vergangenheit (Quantum Leap, Fernsehserie, eine Episode)
- 1991–1992: Baywatch – Die Rettungsschwimmer von Malibu (Baywatch, Fernsehserie, 22 Episoden)
- 1991: Beverly Hills, 90210 (Fernsehserie, eine Episode)
- 1992: 4x Herman (Fernsehserie, eine Episode)
- 1994: Roseanne (Fernsehserie, eine Episode)
- 1994: Hardball (Fernsehserie, eine Episode)
- 1995: Guys Like Us (Fernsehfilm)
- 1995: Too Something (Fernsehserie, eine Episode)
- 1996: Lover’s Knot – Eine Liebe mit Hindernissen (Lover’s Knot)
- 1998: The Souler Opposite
- 2002: Emergency Room – Die Notaufnahme (ER, Fernsehserie, eine Episode)
- 2003: Eine himmlische Familie (7th Heaven, Fernsehserie, eine Episode)
- 2011: The Descendants – Familie und andere Angelegenheiten (The Descendants)
- 2014: Boyhood
- 2014: Intramural
- 2016: American Crime (Fernsehserie, eine Episode)